# Epentesi
L'epèntesi (dal greco epénthesis, "inserzione") è un fenomeno di fonetica storica che consiste nell'aggiunta di un suono all'interno di una parola e può avvenire per ragioni diverse e in posizioni diverse. È anche detta anaptissi quando l'inserimento è di vocale.

## Esempi
Avviene, ad esempio, per evitare iato. Alcuni fenomeni di epentesi si manifestano nel passaggio dal latino all'italiano:
- Iohannes → Giovanni
- ruinam → rovina
- Piazza in Agone → Piazza Naone → Piazza Navona

Alcune epentesi sono state cancellate nell'evoluzione dell'italiano:
- Paolo → Pagolo → Paolo

Il fenomeno si presenta (anche solo graficamente) per evitare l'assimilazione:
- columna → columpna (anche se poi, in italiano, l'assimilazione si è comunque prodotta: colonna)

Nel caso di anaptissi, l'inserzione di una vocale serve ad agevolare la pronuncia:
- baptismum → battesimo
- dal francese antico medesme → medesimo
- dal tedesco Landsknecht → lanzichenecco

Talvolta, l'epentesi può derivare da incrocio:
- reddere (latino: "restituire") → rendere (l'incrocio è con prendere)

### Altri casi
Non è invece anaptissi quella che occorre con avverbi in -mente che originino da aggettivi sdruccioli, come nel caso di similemente (si tratta infatti della forma etimologica), e neppure è anaptissi quel che occorre in certe forme verbali, come averai. In questi casi si ha piuttosto sincope (similemente → similmente e averai → avrai), fenomeno opposto all'epentesi.
La d eufonica può essere considerata una forma di epentesi fonosintattica e così pure la forma sur per su.
Gaetano Berruto considera l'epentesi come uno dei fenomeni dell'italiano popolare, la cui definizione è discussa. Si tratterebbe dell'italiano dei meno colti, abituati all'impiego del dialetto. Esempi di epentesi nell'italiano popolare sono "pissicologo" per "psicologo" e "aritemetica" o "aritimetica" per "aritmetica".

## Nel greco antico
Nel greco antico, il fenomeno dell'epentesi è frequente in molti temi del presente nei verbi in -ω (omega). Per esempio il verbo λαμβάνω (lambàno, prendere) nasce dalla radice λαβ- ληβ- (lab- leb-) che indica il prendere, a cui viene aggiunta la -ν (n: ecco il fenomeno dell'epentesi), successivamente viene aggiunto l'infisso -αν- (an, caratteristico infisso del presente), infine vengono aggiunte le desinenze personali, -ω nel caso della prima persona singolare.

## Nell'enigmistica
Nell'enigmistica l'epentesi è un gioco che consiste nell'indovinare, a partire da alcuni versi, due parole, delle quali una è identica all'altra tranne che per l'aggiunta di una consonante. Ad esempio: casa e casta.

## In retorica
In retorica l'epentesi (o anaptissi) è una figura retorica che prevede l'inserimento di una vocale fra due consonanti, rendendo una sillaba in più a fini metrici.
Esempi:
(Dante, Inferno)
(Vincenzo Monti, Al signor Montgolfier)
(Giosuè Carducci, In Carnia)
(Giuseppe Giusti, Sant'Ambrogio)